# Son afromexicano de Costa Chica

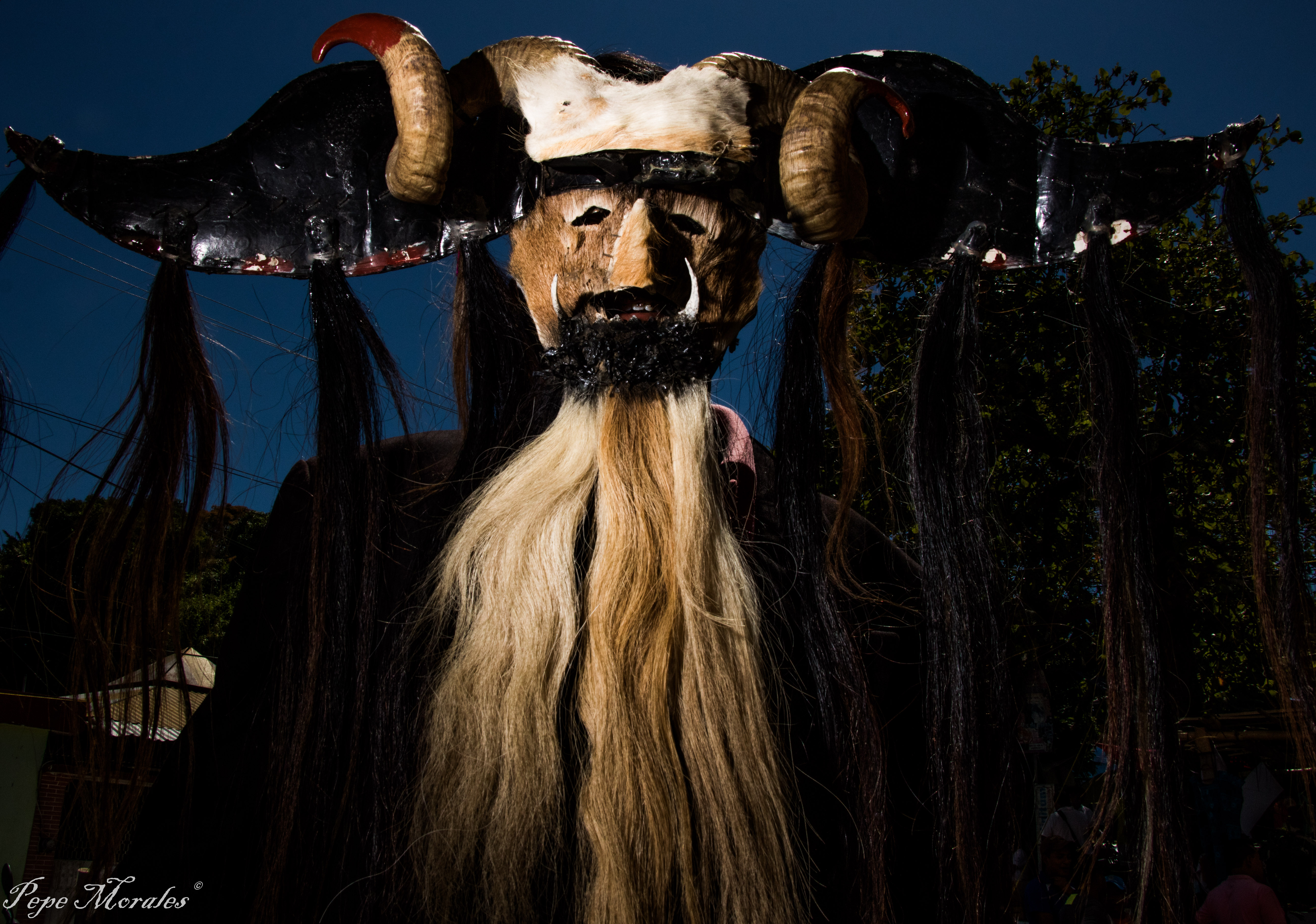
Los Diablos. Danza Tradicional de la Costa Chica de Guerrero.

El son afromexicano de Costa Chica es un género de música y danza de la Costa Chica de Guerrero, en México. En la Costa Chica hay tres danzas que son característicos entre la población afromexicana: la "Danza de la Tortuga", la "Danza del Toro de Petate y sus 24 Caporales" y la "Danza de los Diablos". 
La "Danza de los Diablos" consta de varios sones:
- 1- El son de los Diablos
- 2- El son de los pañuelos
- 3- El son de los periquitos
- 4- El son de los Tenangos

- 5- El son de los versos

- 6- El son del jarabe

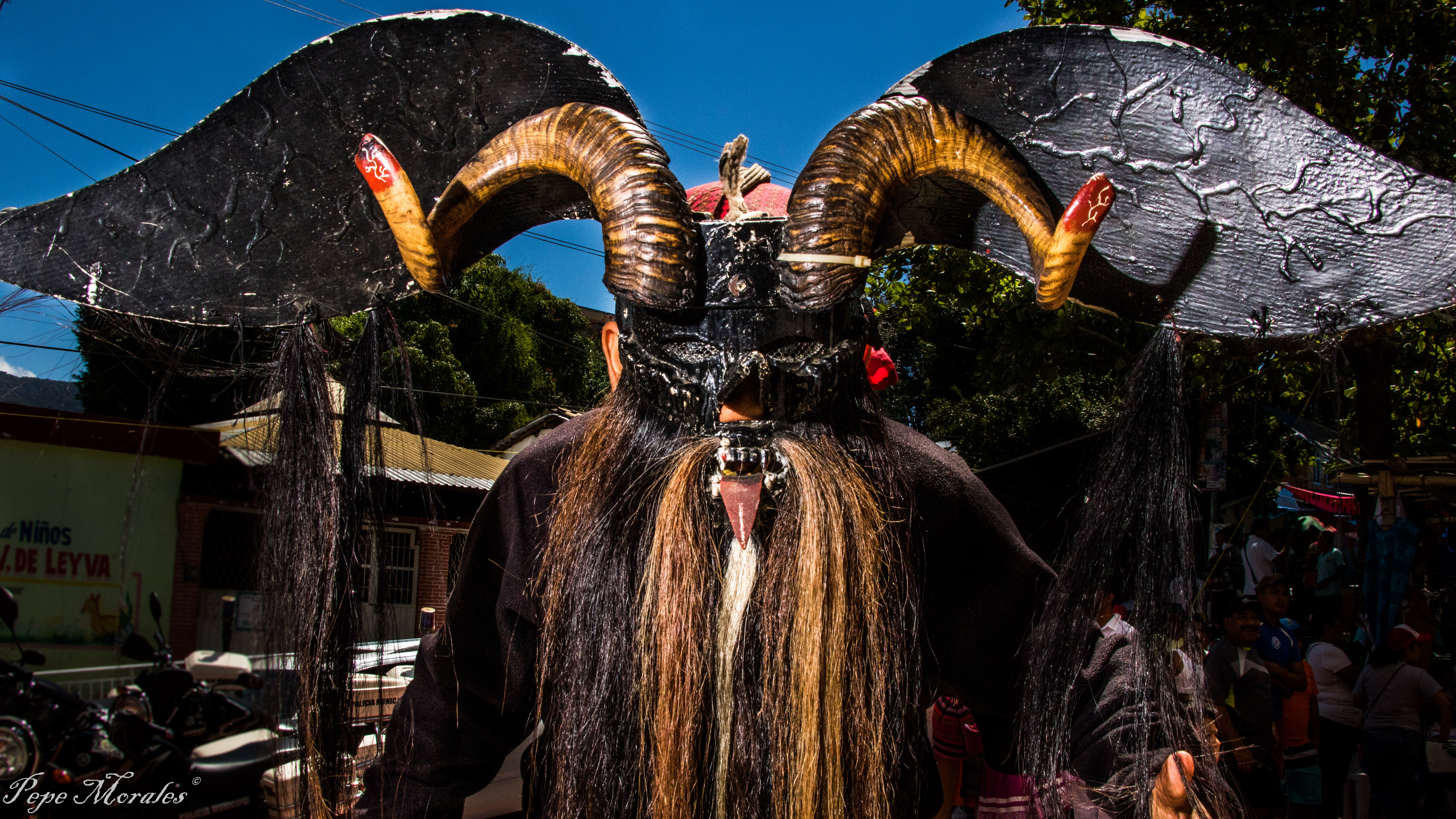
Danzante de Cuajinicuilapa, Guerrero. Méx.

La música es interpretada por los siguientes instrumentos: la charrasca (quijada de burro o caballo), la arcuza o bote (tambor de fricción), la armónica (llamada "flauta", ya que antes se tocaba flauta de carrizo), el violín y la guitarra.
La Danza del Toro Petate es interpretada con trompeta y tambora.

## Enlaces
- Video Youtube - Conjunto musical de Costa Chica
- http://danzaytradiciondemexico.blogspot.com/2008/10/danza-de-diablos-de-santiago-collantes.html
- http://www.inafed.gob.mx/wb2/municipios/12023_municipio (enlace roto disponible en Internet Archive; véase el historial, la primera versión y la última).

- Datos: Q6132064